# NGC 2267
NGC 2267 is een lensvormig sterrenstelsel in het sterrenbeeld Grote Hond. Het hemelobject werd op 16 februari 1836 ontdekt door de Britse astronoom John Herschel.

## Synoniemen
- ESO 426-29
- MCG -5-16-15
- AM 0638-322
- PGC 19417